# Тулунский округ
Тулунский округ — административно-территориальная единица Сибирского края, существовавшая в 1926—1929 годах.
Тулунский округ был образован 28 июня 1926 года из Тулунского и части Зиминского уездов Иркутской губернии. Центром округа было назначено село (позднее — город) Тулун. Округ был разделён на 7 районов:
- Братский район. Центр — село Братск
- Зиминский район. Центр — город Зима
- Кимильтейский район. Центр — село Кимильтей
- Куйтунский район. Центр — село Куйтун
- Нижнеилимский район. Центр — село Нижне-Илимск
- Нижнеудинский район. Центр — город Нижнеудинск
- Тулунский район. Центр — село Тулун (с 1927 — город)

19 июня 1929 Тулунский округ был упразднён. Почти все его районы отошли к Иркутскому округу, а Нижнеудинский район — к Канскому.
Население округа в 1926 году составляло 222,1 тыс. человек. Из них русские — 75,9 %; белорусы — 14,0 %; украинцы — 4,4 %; татары — 1,5 %; чуваши — 1,0 %.